# El Milano
El Milano (auch: Milano) ist eine westspanische Gemeinde (municipio) in der Provinz Salamanca in der Autonomen Gemeinschaft Kastilien-León. 2024 hatte die Gemeinde 88 Einwohner. 

## Lage
El Milano liegt etwa 85 Kilometer westnordwestlich von Salamanca in einer Höhe von ca. 730 m. 
Das Klima ist mäßig. Es fällt Regen in einer mittleren Menge (ca. 600 mm/Jahr).

## Bevölkerungsentwicklung
| Jahr      | 1900 | 1950 | 1960 | 1970 | 1981 | 1991 | 2001 | 2011 | 2021 |
| Einwohner | 571  | 538  | 584  | 490  | 276  | 192  | 173  | 136  | 99   |

## Sehenswürdigkeiten
- Kirche Mariä Lichtmess (Iglesia de Nuestra Señora de la Purificación)

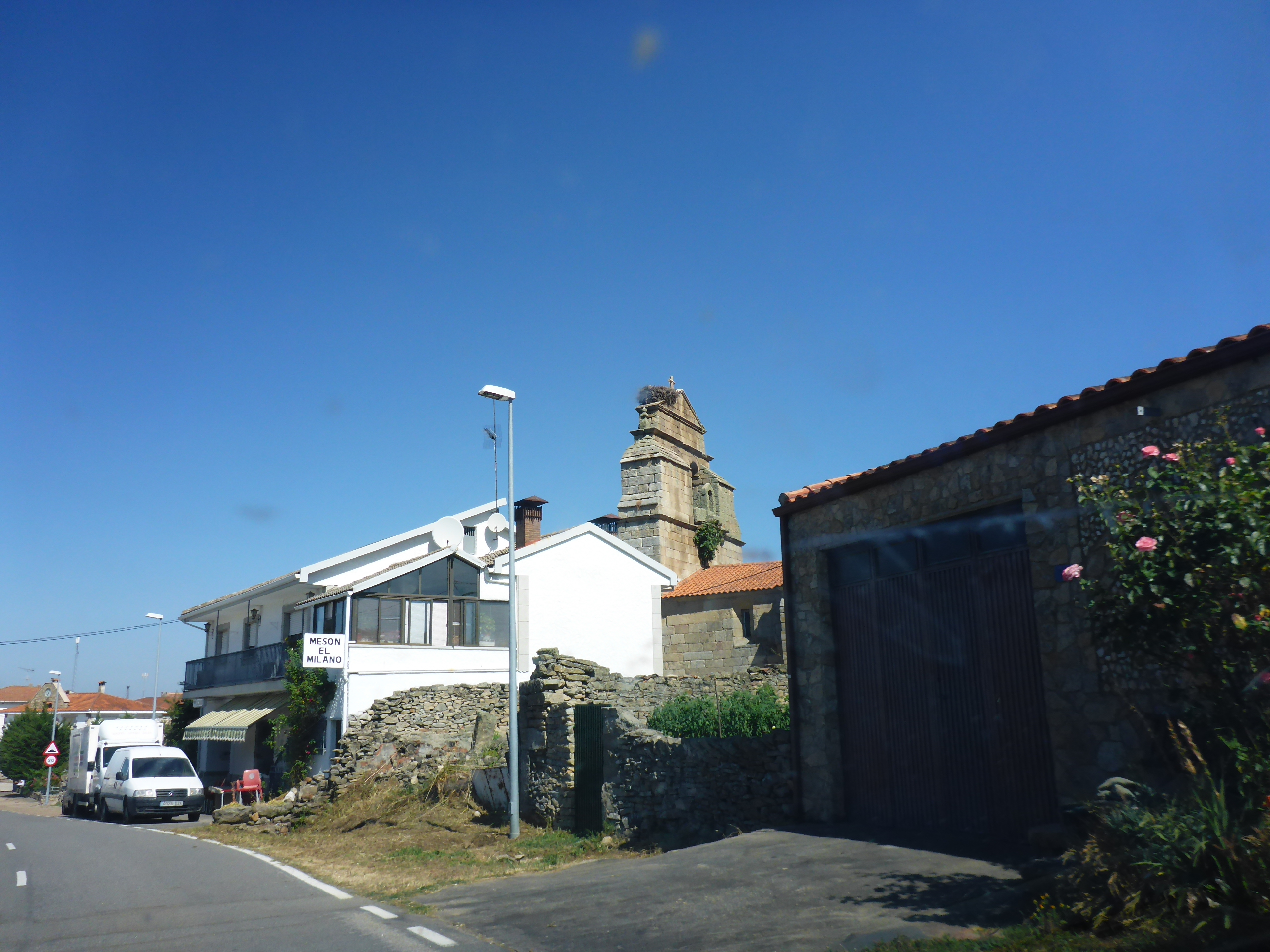
Kirche Mariä Lichtmess
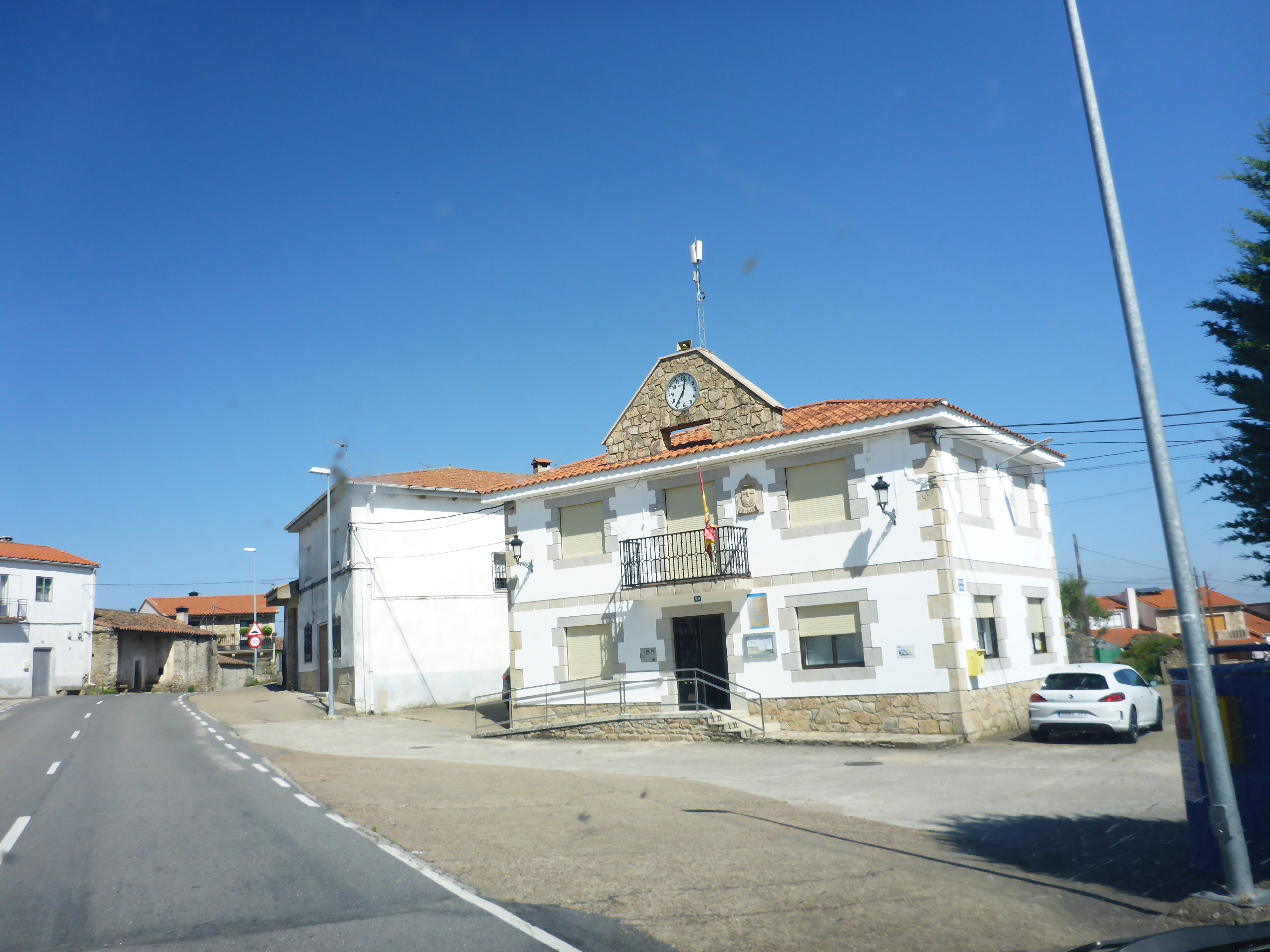
Rathaus